# Levensstijl
Dit overzicht is mogelijk incompleet; u kunt helpen door het uit te breiden.
Levensstijl of levenswijze is de manier van leven van een individu of een groep. Voor de groep bestaat deze uit impliciete vanzelfsprekendheden die tot uiting komen in sociale codes, wat tot uiting kan komen in aparte subculturen of sociale milieus. Verschillende levensstijlen zijn te onderscheiden bij de sociale klassen en deze worden ook gebruikt om de sociale status te benadrukken. Hiermee kan een bepaalde mate van sociale sluiting bereikt worden waarmee men zich afsluit van andere groepen.
In de marketing wordt wel gesproken van lifestyle.
Dit concept van levensstijl als een aanpassing aan geldende normen verschilt van de invulling van de psychoanalyse van Alfred Adler. Hij ziet levensstijl als ieders langetermijnoriëntatie die volgt uit de diepste opvattingen over zichzelf, anderen en het eigen levensdoel.